# Andst Sogn
Andst Sogn er et sogn i Malt Provsti (Ribe Stift).
Gesten Sogn var anneks til Andst Sogn indtil 1886, hvor de blev to selvstændige pastorater. Begge sogne hørte til Andst Herred i Ribe Amt. I 1896 blev de to sognekommuner. Ved kommunalreformen i 1970 blev både Andst og Gesten indlemmet i Vejen Kommune.
I Andst Sogn ligger Andst Kirke.
I sognet findes følgende autoriserede stednavne:
- Andst Fælled (bebyggelse)
- Andst Stationsby (bebyggelse)
- Andst Vestermark (bebyggelse)
- Gamst (bebyggelse, ejerlav)
- Gamst Mose (areal)
- Gamst Vestermark (bebyggelse)
- Gamst Å (vandareal)
- Gejsing (bebyggelse, ejerlav)
- Gejsing Skov (areal)
- Glibstrup (bebyggelse, ejerlav)
- Glibstrup Gårde (bebyggelse)
- Lille Andst (bebyggelse, ejerlav)
- Roved (bebyggelse, ejerlav)
- Store Andst (bebyggelse, ejerlav)